# Gorenje Kronovo
Gorenje Kronovo je naselje u slovenskoj Općini Novom Mestu. Gorenje Kronovo se nalazi u pokrajini Dolenjskoj i statističkoj regiji Jugoistočnoj Sloveniji. 

## Stanovništvo
Prema popisu stanovništva iz 2002. godine naselje je imalo 39 stanovnika.